# صفوان السويكت
صفوان بن سليمان السويكت هو شخصية رياضية ورجل قانون سعودي، ورئيس سابق لنادي النصر السعودي منذ 13 يوليو 2019.

## رئاسته للنصر
في تاريخ 13 يوليو 2019، نجح صفوان في الفوز برئاسه نادي النصر السعودي ولمدة أربع سنوات وذلك عقب انتخابه من قبل أعضاء الجمعية العمومية لنادي النصر وتفوق على منافسيه صالح الأطرم، ونصر النصر، خاصة بعد انسحاب تركي الدهام وإبراهيم العثمان من انتخابات نادي النصر. فاز بلقب كأس السوبر السعودي من امام نادي التعاون السعودي، وهذا كان أول لقب في مسيرته كرئيس للنادي. وقد وقع صفوان مع لاعب نادي التعاون عبد الفتاح آدم كأول صفقات الفريق. ووقع عقود مع بعض الشركات ومنها: تطبيق (وصل) و(نقي) و(ريتشي) و(نجري).
وفي 21 مارس 2021 أعلنت وزارة الرياضة إسقاط عضوية رئيس النصر صفوان السويكت، ومنعه من الترشح لرئاسة وعضوية النادي لدورة إنتاخبية واحدة، وكذلك حل مجلس إدارة النادي، وتكليف الدكتور عبد الله بن ناصر الدخيل لتسيير أمور النادي.